# 6000
6000 (6000 ロクセン, 6000 Rokusen) est un seinen manga de Nokuto Koike, prépublié dans le magazine Monthly Comic Birz et publié par l'éditeur Gentōsha en quatre volumes reliés sortis entre mars 2011 et août 2012. La version française est éditée par Komikku entre janvier et novembre 2015.
Une adaptation en film live réalisée par Mike Medavoy est annoncée en juillet 2015.

## Synopsis
Trois ans après une catastrophe dans un complexe sous-marin appelé "Cofdeece" et à 6 000 mètres de profondeur en mer des Philippines, Kengo Kadokura, ingénieur et son collègue Danzaki sont envoyés sur place pour savoir ce qu'il s'y est réellement passé.

## Analyse
Le manga prend pour contexte le conflit entre le Japon et la Chine à propos des îles Senkaku, rivalité matérialisée par l'employé japonais et ses directeurs chinois, situation de force inversée à la suite de la nouvelle suprématie économique de la Chine.

## Liste des volumes
| no | Japonais          | Japonais          | Français         | Français          |
| no | Date de sortie    | ISBN              | Date de sortie   | ISBN              |
| --- | ----------------- | ----------------- | ---------------- | ----------------- |
| 1 | 24 mars 2011      | 978-4-344-82179-8 | 15 janvier 2015  | 978-2-37287-000-9 |
| Liste des chapitres : - Chapitre 1 : 6000 mètres - Chapitre 2 : Folie - Chapitre 3 : Retrouvailles - Chapitre 4 : Apparition - Chapitre 5 : Apparition - suite                                  |                   |                   |                  |                   |
| 2 | 26 septembre 2011 | 978-4-344-82307-5 | 9 avril 2015     | 978-2-37287-005-4 |
| Liste des chapitres : - Chapitre 6 : Le survivant - Chapitre 7 : Dieu - Chapitre 8 : Les rôdeurs - Chapitre 9 : Transmigration - Chapitre 10 : Transmigration - suite - Chapitre 11 : Les morts |                   |                   |                  |                   |
| 3 | 24 mars 2012      | 978-4-344-82461-4 | 2 juillet 2015   | 978-2-37287-015-3 |
| Liste des chapitres : - Chapitre 12 : Explosion - Chapitre 13 : Les signaux - Chapitre 14 : Sacrifice au Dieu soleil - Chapitre 15 : L'ombre noire - Chapitre 16 : L'enfer                      |                   |                   |                  |                   |
| 4 | 24 août 2012      | 978-4-344-82576-5 | 12 novembre 2015 | 978-2-37287-016-0 |
| Liste des chapitres : - Chapitre 17 : Message d'outre-tombe - Chapitre 18 : L'assaut - Chapitre 19 : Survivre - Chapitre 20 : Espoir - Chapitre 21 : HADAL-1 - Dernier chapitre : Le soleil     |                   |                   |                  |                   |

## Réception
En France, planètebd.fr, à l'occasion de la sortie du premier tome, considère que « le suspense est très bien installé, on ressent le malaise des personnages et tous les secrets nous intriguent. Les amateurs de frissons et d’angoisse seront ravis, d'autant plus que les dessins font tout à fait honneur au scénario entre dynamisme, réalisme, tons sombres et décors inquiétants ». Pour Yasmine Baouche d'AnimeLand, qui relève « un dessin très encré, crépusculaire... qui ressemblerait presque aux dessins au fusain », « l'auteur est sûrement plus dans le visuel que dans le scénario. ».

### Édition japonaise
Gentōsha
1. 1 2  (ja) « Tome 1 ».
2. 1 2  (ja) « Tome 2 ».
3. 1 2  (ja) « Tome 3 ».
4. 1 2  (ja) « Tome 4 ».

### Édition française
Komikku Éditions
1. 1 2  « Tome 1 », sur manga-news.com.
2. 1 2  « Tome 2 », sur manga-news.com.
3. 1 2  « Tome 3 », sur manga-news.com.
4. 1 2  « Tome 4 », sur manga-news.com.